# آنخل پدرزا
آنخل پدرزا (انگلیسی: Ángel Pedraza; ۴ اکتبر ۱۹۶۲ – ۸ ژانویهٔ ۲۰۱۱) بازیکن فوتبال اهل اسپانیا بود.
از باشگاه‌هایی که در آن بازی کرده‌است می‌توان به باشگاه ورزشی رئال مایورکا، باشگاه فوتبال بارسلونا بی، باشگاه فوتبال ویارئال، و باشگاه فوتبال بارسلونا اشاره کرد.
وی همچنین در تیم ملی فوتبال زیر ۱۸ سال اسپانیا بازی کرده‌است.